# Jeffrey Dahmer
Jeffrey Lionel Dahmer, també conegut com a «El Caníbal de Milwaukee» o «El Carnisser de Milwaukee», (Milwaukee, 21 de maig de 1960 - Portage, 28 de novembre de 1994) fou un assassí en sèrie estatunidenc responsable de la mort de 17 homes i nois entre 1978 i 1991.
És conegut no només per la quantitat de persones que va assassinar, sinó també per practicar la necrofília i canibalisme. La imatge amb ulleres i comportament submís va ser un tret de la seva personalitat.

## Biografia: Infància, adolescència i delictes inicials
Jeffrey Dahmer va néixer el 21 de maig de 1960 en Milwaukee, en l'estat de Wisconsin, Estats Units. Els seus pares van ser Lionel Dahmer i Joyce Flint.
A diferència d'altres assassins mentals que van sofrir en la seva infància de maltractament físic i psicològic, aquest assassí va ser un nen estimat pels seus pares, els quals li van proporcionar tot el possible per a la seva adequada educació i bona vida social. El seu pare era químic i la seva tasca obligava a la família a traslladar-se amb freqüència.
Després de reiterades mudances, el 1967 la família va comprar una casa a Bath, Ohio, on Jeffrey va passar la resta de la seva infància i adolescència. Quan anava de pesca amb el seu pare, li agradava obrir en canal als peixos i veure com morien. Amb 10 anys Dahmer caminava per la carretera a fi de trobar animals atropellats, portar-los al seu pati i obrir-los per mirar-los per dins. També guardava en formol diferents tipus d'insectes.
Dahmer va començar a ser cada vegada més introvertit, encara que realitzava algunes activitats durant la secundària, com ara col·laborar en el periòdic i jugar al tennis. Era considerat pels seus companys com algú "rar", extravagant i que tenia problemes amb l'alcohol. Abans de complir 18 anys els seus pares es van divorciar i el seu pare va tornar a casar-se mesos després. El seu pare i la seva nova esposa el van convèncer per anar a la universitat i a la tardor de 1978 va ingressar en l'Ohio State University, però a causa dels seus problemes d'alcohol la va abandonar al cap d'un semestre.
El 25 de setembre de 1978, a l'edat de 18 anys, es va mudar a un apartament en Milwaukee. L'endemà, li va oferir 50 dòlars a un noi laosià de 13 anys per posar per a unes fotografies, però al moment d'acariciar-lo el noi es va espantar i va sortir corrent. Els pares del noi van denunciar-lo i el 30 de gener de 1979, Dahmer va ser trobat culpable, però només va romandre a la presó 10 mesos abans de ser alliberat.
El 1979 el seu pare el persuadí per allistar-se a l'exèrcit i fou enviat a Alemanya, on va romandre alguns anys fins que va ser acomiadat pel seu alcoholisme. Després de viure un temps a Florida, va tornar a casa seva, a Ohio.

## Crims
Al juliol de 1978, va trobar a Steven Hicks fent autoestop i el portà a sa casa. Dahmer tenia la fantasia de recollir autoestopistes i ficar-se al llit amb ells. Una vegada a casa seva, es va adonar que a Hicks no li interessava i quan aquest va voler anar-se'n, Dahmer no va poder suportar el rebuig d'aquest i el va copejar en el cap amb una pesa per després escanyar-lo. Després el desmembrà i el va posar en bosses de plàstic i les va ficar en el seu cotxe per anar a l'abocador i llençar-les. A mig camí la policia el va aturar per conduir massa a l'esquerra. Li van preguntar per les bosses que portava en el seient posterior i Dahmer va contestar que eren escombraries. El van creure, i com que va passar el test d'alcoholèmia, li van posar una multa per conduir fora del seu carril i el van deixar anar.
Va tornar casa seva amb les restes del cadàver i les va portar al soterrani, exceptuant el cap, amb el qual va pujar al bany del segon pis, on el va rentar i el va recolzar a terra per masturbar-se. Posteriorment el va tornar a portar amb la resta del cos i va guardar les parts del cadàver en un amagatall de la casa. Després d'abandonar la universitat i tornar de l'exèrcit, va desenterrar les restes, va destruir els ossos i els va escampar en la mala herba.
Després del seu primer assassinat es va sentir culpable i espantat, va intentar reprimir els seus desitjos sexuals-homicides refugiant-se en l'església, abandonant l'alcohol i mantenint-se en estat de celibat. Aquest estil de vida el mantingué durant uns quants anys, fet que explica que passessin gairebé deu anys fins al seu següent crim. Però amb el temps va pensar que podia intentar satisfer alguns dels seus desitjos sense fer mal a ningú, va tornar a beure i va començar a freqüentar llocs d'ambient gai. El 1986 va ser detingut per exhibicionisme públic. Pocs dies abans havia volgut desenterrar un jove difunt per gaudir del seu cos. No obstant això, no se'n sortí ja que la terra es trobava massa compactada.
Al setembre de 1987 va conèixer Steven Toumi en un bar gai. Allí van beure molt i van anar a la seva habitació d'hotel. Dahmer no recorda com el va assassinar, només que quan es va despertar al matí va descobrir que estava mort. Per desfer-se del cadàver va comprar una maleta, l'hi va ficar, i el va portar al soterrani de casa de la seva àvia. Allí va violar el cadàver, el desmembrà i el va llençar a les escombraries. Es va quedar amb el cap, el va bullir i el va blanquejar per després exposar-lo com a trofeu a la seva habitació.
Alguns mesos després va conèixer la seva següent víctima, Jamie Doxtator, un jove de catorze anys que era en una parada d'autobús. Dahmer li va oferir 50 dòlars per tenir sexe. D'aquesta forma també va conèixer Richard Guerrero el març de 1988.
Mentre era processat per abús de menors el 1989, Dahmer va conèixer Anthony Sears en un bar. Li va oferir diners per fer-li unes fotografies i el va portar a casa de la seva àvia, on el va escanyar, va violar el seu cadàver i el desmembrà. Ell volia que els seus amants es quedessin a casa seva i, davant la negativa d'aquests, els matava.
Després de complir la seva condemna per abús i de mudar-se al seu apartament a Milwaukee, Dahmer va assassinar dotze persones més fins a juliol de 1991.
El seu modus operandi era convidar les víctimes a veure pornografia o a fer-se fotos, els posava una droga en la beguda, els escanyava, violava i es masturbava damunt del cos. Després fotografiava el cos i també cada etapa del desmembrament. Solia utilitzar àcids per desfer la carn i els ossos, però conservava el cap i els genitals com a trofeu. Una altra de les seves característiques era menjar-se part de les seves víctimes, ja que li donava la sensació que així formaven part d'ell.
Al maig de 1991, va portar al seu apartament Konerak Sinthasomphone, germà del jove pel qual va ser processat per abús. Allí el va drogar i li va realitzar unes trepanacions al crani per injectar-li àcid en el cervell. Dahmer volia tenir control sobre les seves víctimes i la seva intenció en fer les trepanacions era convertir-los en una espècie de "zombis". El jove va aconseguir escapar-se quan Dahmer va sortir a comprar licor i en córrer nu pels carrers els veïns van alertar a la policia. Quan es va adonar que s'havia escapat, el va buscar i va haver de donar explicacions a la policia i a una multitud de curiosos.
El noi no podia parlar perquè estava atordit per l'àcid que Dahmer li havia injectat. Dahmer va argumentar que el jove era el seu amant de 19 anys que estava alcoholitzat. Els policies els van acompanyar fins a l'apartament i van creure la seva història. Si haguessin revisat l'apartament haurien trobat un cadàver en una de les habitacions, a més de centenars de proves d'altres assassinats. Sinthasomphone va ser escanyat aquell dia. La policia va creure, de nou, la versió de Dahmer i van asseure al jove en una cadira. Ni tan sols van registrar la casa, sinó que van abandonar-la ràpidament per la pudor que desprenia l'interior. Posteriorment, Dahmer va confessar que havia volgut crear un zombi perquè cercava un amant silenciós, que fes tot el que ell li demanava i que es quedés fent-li companyia.

## Arrest, presó i mort
El 22 de juliol de 1991, Tracy Edwards, la seva última víctima, va aconseguir escapar-se emmanillat. La policia el va veure i aquesta vegada van decidir investigar. Van ser a l'apartament de l'home que l'havia emmanillat i en revisar l'habitació van descobrir diverses fotografies de cadàvers, restes humanes i un cap al congelador. Dahmer va intentar fugir, però va ser detingut. Més tard, Edwards va ser identificat, en sortir a explicar el seu cas a la televisió, com a acusat d'una violació a una noia poc temps abans.
A casa seva es van trobar les parets plenes de rastres de sang, cossos mutilats, set cranis, i altres ossos. Dies després, veïns de Dahmer van disparar a les portes de casa seva davant l'horror que van causar els seus crims.
Els psiquiatres que el van atendre li van dir que estava malalt, per la qual cosa es va declarar culpable amb atenuant d'alienació mental, per ser condemnat a una presó especial per a malalts mentals, però l'atenuant va ser finalment rebutjat. En principi s'havia declarat innocent, però va canviar la seva declaració per la gran quantitat de proves oposades en contra seva. El jurat llavors el va declarar mentalment sa i per conseqüència va ser finalment sentenciat a quinze cadenes perpètues consecutives.
Va ser enviat al Columbia Correctional Institute, a Portage, on va ser entrevistat pel perit en perfils criminals de l'FBI, Robert K. Ressler. Aquest famós expert va coincidir que, per a defensa de la societat, el condemnat havia de romandre tancat durant la resta dels seus dies. No obstant això, va destacar que havia de ser internat en un hospital psiquiàtric i no en una presó comuna, ja que era un malalt mental, encara que de vegades semblés estar en el seu sa judici i racionalitzés la seva conducta.
El criminal va admetre haver practicat el canibalisme i haver devorat els bíceps d'un dels seus assassinats. Va assenyalar que es masturbava davant els trossos humans i les calaveres d'aquells que considerava bells i als qui no volia perdre. Va explicar als policies que tenia la sensació de poder romandre al costat d'ells si els matava i en conservava els cranis. Va declarar també que els tres caps trobats al seu refrigerador i al seu congelador, amb la carn intacta, pertanyien a les seves tres últimes víctimes.
Al principi de ser enviat al Columbia Correctional Institute no tenia contacte amb els presos comuns per la seva pròpia seguretat. Però va demanar a les autoritats tenir més relació amb els altres presos, per la qual cosa va començar a menjar amb ells i a realitzar algunes tasques de neteja. El 28 de novembre de 1994 precisament realitzava tasques de neteja amb Christopher Scarver, un esquizofrènic afroamericà, i amb Jesse Anderson, que havia assassinat la seva esposa i n'havia culpat un home negre. Dahmer havia estat acusat de tenir motius racials en els seus homicidis, cosa que ell desmentia. Però la combinació de presos presents en aquell moment era molt perillosa, la qual cosa va desencadenar una baralla en la qual Dahmer i Anderson van acabar ferits de gravetat. El primer va morir de camí a l'hospital i el segon, dos dies més tard. Scarver va dir que va copejar Dahmer dues vegades en el cap amb una barra de metall de la sala de peses. Després va matar Anderson, que estava treballant en una sala diferent.
En assabentar-se de la seva mort, la mare de Dahmer, Joyce Flint, va respondre amb empipament als mitjans: 
| « | Ara tots estan feliços? Ara que l'han matat a cops, és això prou bo per a tots? | » |

Les resposta de les famílies de les víctimes de Dahmer van ser dispars, encara que sembla que la majoria estava satisfeta amb la seva mort.

## En cinema i televisió
L'any 2002 es va estrenar una pel·lícula anomenada Dahmer basada en la seva història real, amb Jeremy Renner en el paper de Jeffrey Dahmer, paper que faria mundialment famós a aquest actor, i en 2022 Netflix en va fer la sèrie Dahmer – Monster: The Jeffrey Dahmer Story amb Evan Peters de protagonista.